# Kenneth Van der Spuy
Kenneth Van der Spuy, južnoafriški general, * 1892, † 1991.